# Robert Chessher

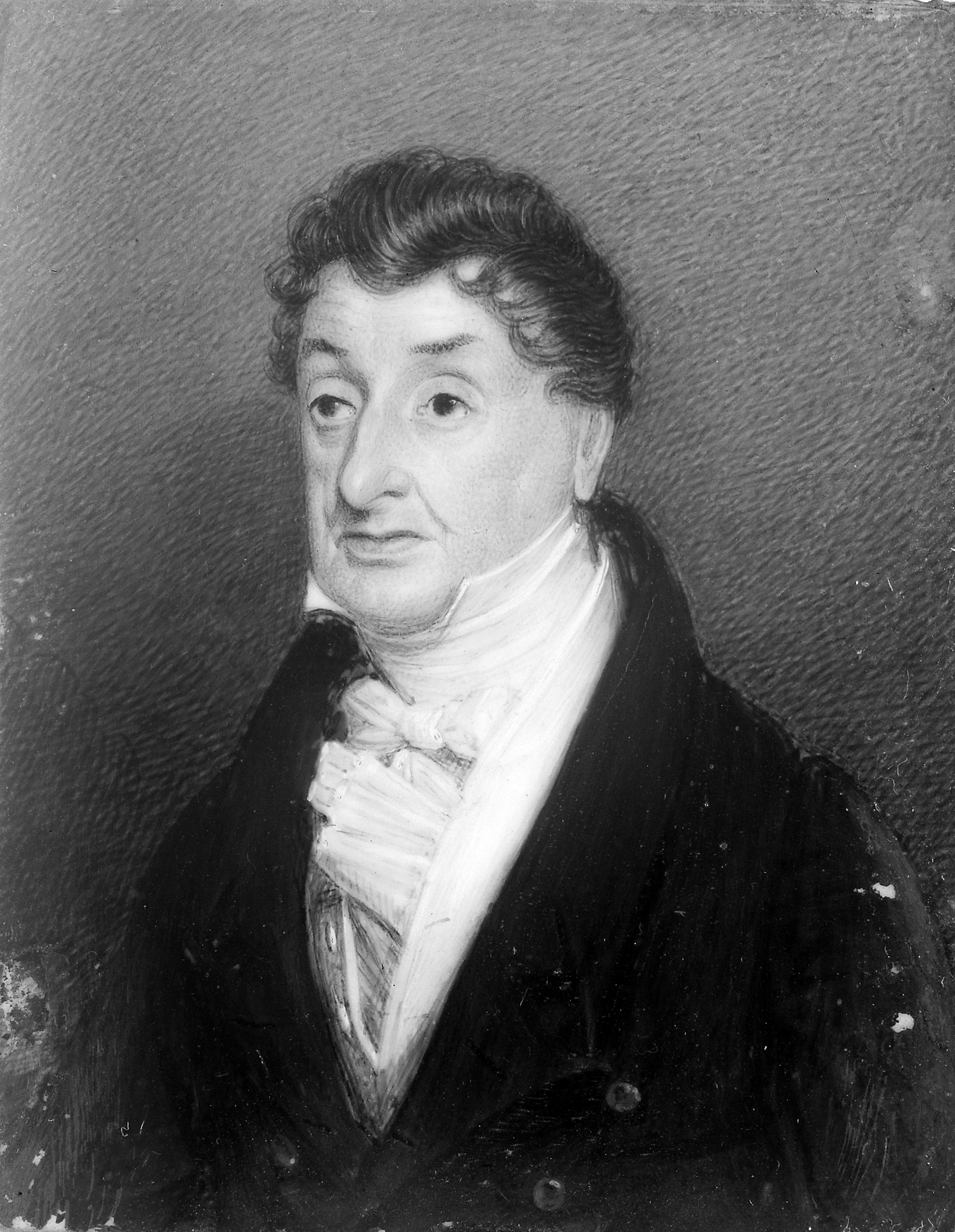
Robert Chessher

Robert Chessher (1750–1831) fue el primer ortopédico británico. Inventó el plano inclinado doble para ayudar en el tratamiento de fracturas de los huesos de las extremidades inferiores.

## Vida
Chessher nació en Hinckley, condado de Leicestershire, Inglaterra, en 1750. Su padre murió durante su infancia, y su madre se casó con un cirujano llamado Whalley, que vivía también en Hinckley; y de quien, después de su educación en la Bosworth school, el joven Chessher fue aprendiz.
Pronto mostró aptitudes para la asistencia improvisada de extremidades fracturadas, sobre todo para evitar la contracción de músculos y piel. A la edad de 18 años se convirtió en discípulo del Dr. Denman, el eminente obstétrico de Londres, que seguía las enseñanzas de William Hunter y Fordyce.
Posteriormente consiguió ser cirujano residente en el Middlesex Hospital, pero al poco tiempo volvió a Hinckley, a la muerte de su padrastro, y permaneció allí, soltero, desistiendo a numerosas peticiones para que volviese a Londres. Murió el 31 de enero de 1831.

## Trabajo
Chessher fue un técnico muy ingenioso, apoyándose en un mecánico llamado Reeves para llevar a cabo sus ideas. Pasado 1790 utilizó un plano inclinado doble para asistir la recuperación de piernas fracturadas con gran éxito. Inventó varios instrumentos para reforzar las columnas débiles y para aliviar la columna vertebral del peso de la cabeza. Su carácter personal parece que fue muy afable.